# Леппард, Рэймонд
Рэймонд Джон Леппард (англ. Raymond John Leppard; 11 августа 1927, Лондон — 22 октября 2019) — британский дирижёр и клавесинист.

## Биография и творчество
Вырос в Бате, затем окончил Тринити-колледж Кембриджского университета (специализировался в игре на клавесине и альте) и впоследствии в 1958—1968 гг. руководил музыкальным образованием в этом колледже. В 1952 г. дебютировал в Лондоне как дирижёр с собственным ансамблем. Занимался преимущественно барочной музыкой, особенно оперой. В 1962 г. поставил «Коронацию Поппеи» Клаудио Монтеверди на Глайндборнском фестивале. В 1960-е же годы подготовил несколько изданий барочной музыки, неоднозначно воспринятых специалистами, но способствовавших популяризации этого репертуара у исполнителей.
В 1969 г. впервые выступил в США, исполнив как солист клавирный концерт Йозефа Гайдна с Нью-Йоркским филармоническим оркестром. В дальнейшем много и успешно работал в США, продирижировав, в частности, «Альциной» Георга Фридриха Генделя в Нью-Йоркской городской опере, «Билли Баддом» Бенджамина Бриттена в Метрополитен Опера и в Опере Сан-Франциско. После семилетнего (1973—1980) руководства Северным симфоническим оркестром БиБиСи Леппард на протяжении 14 лет (1987—2001) возглавлял Индианаполисский симфонический оркестр, затем в 2004—2006 гг. работал музыкальным советником Луисвиллского оркестра в период отсутствия у коллектива главного дирижёра.
Среди многочисленных записей Леппарда — «Антарктическая симфония» Воан-Уильямса, произведения Людвига ван Бетховена, Роберта Шумана, Петра Ильича Чайковского и Эдуарда Элгара с Индианаполисским оркестром, Сезар Франк с Королевским филармоническим оркестром и многое другое.
В 1963 г. Леппард стал автором саундтрека к фильму Питера Брука «Повелитель мух».

## Признание
Орден Британской империи. Командор Итальянской республики (1973). Почётный доктор университете Пердью, университета Бата. Лауреат премии Грэмми и многих других музыкальных премий.